# Oh Susie
Oh Susie è un album discografico del gruppo musicale svedese Secret Service, pubblicato nel 1979 dalla Sonet.

## Il disco
Anticipato dalla pubblicazione dei singoli Oh Susie (che risultò al primo posto delle classifiche svedesi per quattordici settimane) e Ten'o Clock Postman (che riscosse successo anche al di fuori della patria guadagnando il secondo posto in Germania e il quarto in Giappone) l'album (che rappresenta l'esordio discografico dei Secret Service), grazie a sonorità disco con influenze elettroniche, riscosse dei buoni risultati in termini di vendite ottenendo il disco d'oro grazie a 250 000 copie vendute in Scandinavia.
L'album, pubblicato inizialmente in formato LP e musicassetta (le cui copertine variavano a seconda del paese in cui l'album è stato venduto), fu ripubblicato nel 1990 in formato CD.

## Tracce
1. Ten'o Clock Postman – 3:38 (testo: Björn Håkansson – musica: Tim Norell)
2. Hey Johnny – 4:19 (testo: Håkansson – musica: Norell)
3. Give Me Your Love – 3:37 (testo: Håkansson – musica: Norell)
4. Oh Susie – 4:36 (testo: Håkansson – musica: Norell)
5. Darling, You're My Girl – 3:41 (testo: Håkansson – musica: Norell)
6. She Wants Me – 3:06 (testo: Håkansson – musica: Norell)
7. Why Don't You Try to Phone – 3:24 (testo: Håkansson – musica: Norell)
8. Angel on Wheels – 3:01 (testo: Håkansson – musica: Norell)
9. Family Delight – 3:22 (testo: Håkansson – musica: Axel Gårdeback)

Durata totale: 32:44

## Formazione
- Ola Håkansson - voce
- Tim Norell - tastiere
- Ulf Wahlberg - tastiere
- Tonny Lindberg - chitarra
- Leif Paulsén - basso
- Leif Johansson - batteria